# The Least Worst Of
The Least Worst Of é uma compilação da banda Type O Negative, lançada a 31 de Outubro de 2000.
O álbum contém material já editado, bem como faixas novas e algumas remixes. O disco atingiu o nº 99 da Billboard 200 e o nº 21 do Top Independent Albums.

## Faixas

### Versão Unedited
1. "The Misinterpretation of Silence and Its Disastrous Consequences" (Mix Wombs and Tombs)" – 0:39
2. "Everyone I Love Is Dead" – 4:39
3. "Black No. 1 (Little Miss Scare-All)" – 4:34
4. "It's Never Enough" – 8:15
5. "Love You To Death" – 4:47
6. "Black Sabbath (From the Satanic Perspective)" – 7:44
7. "Christian Woman" – 4:25
8. "12 Black Rainbows" – 5:10
9. "My Girlfriend's Girlfriend (Mix Cheese Organ)" – 3:43
10. "Hey Pete (Versão Pete Ego Trip)" – 5:19
11. "Everything Dies" – 4:33
12. "Cinnamon Girl (Mix Depressed Mode)" – 3:50
13. "Unsuccessfully Coping With The Natural Beauty of Infidelity" – 12:29
14. "Stay Out of My Dreams" – 8:15

### Versão Edited
1. "The Misinterpretation Of Silence And Its Disastrous Consequences" (Wombs And Tombs mix) – 0:39
2. "Everyone I Love Is Dead" – 4:39
3. "Black No.1" – 4:35
4. "Love You To Death" – 4:47
5. "Black Sabbath (From The Satanic Perspective)" – 7:44
6. "Christian Woman" – 4:25
7. "12 Black Rainbows" – 5:10
8. "My Girlfriend's Girlfriend" (Mix Cheese Organ) – 3:43
9. "Hey Pete" (Versão Pete Ego Trip) – 5:19
10. "Everything Dies" – 4:33
11. "Cinnamon Girl" (Mix Depressed Mode) – 3:52
12. "Gravitational Constant (G=6.67 x 10 cm3 gm1 sec2)" – 9:04
13. "Stay Out Of My Dreams" – 8:15